# Scy-Chazelles
Scy-Chazelles är en kommun i departementet Moselle i regionen Grand Est (tidigare regionen Lorraine) i nordöstra Frankrike. Kommunen ligger i kantonen Woippy som tillhör arrondissementet Metz-Campagne. År 2022 hade Scy-Chazelles 2 665 invånare.

## Befolkningsutveckling
Antalet invånare i kommunen Scy-Chazelles
| Referens: INSEE |